# Raum (Stollberg)
Raum ist ein Ortsteil der Großen Kreisstadt Stollberg im sächsischen Erzgebirgskreis.

## Geografie

### Lage
Die Ortschaft Raum liegt im Westerzgebirge unweit der Staatsstraße S 255. Der Hartensteiner Forst tritt im Süden nahe an die Ortschaft heran, die sich im breiten Tale des Mühlbaches, eines Quellflusses des Beuthenbachs im Flusssystem der Würschnitz, ausbreitet.

### Nachbarorte
| Thierfeld   |                                             |        |
| Hartenstein | Kompassrose, die auf Nachbargemeinden zeigt | Beutha |
|             |                                             | Grüna  |

## Geschichte

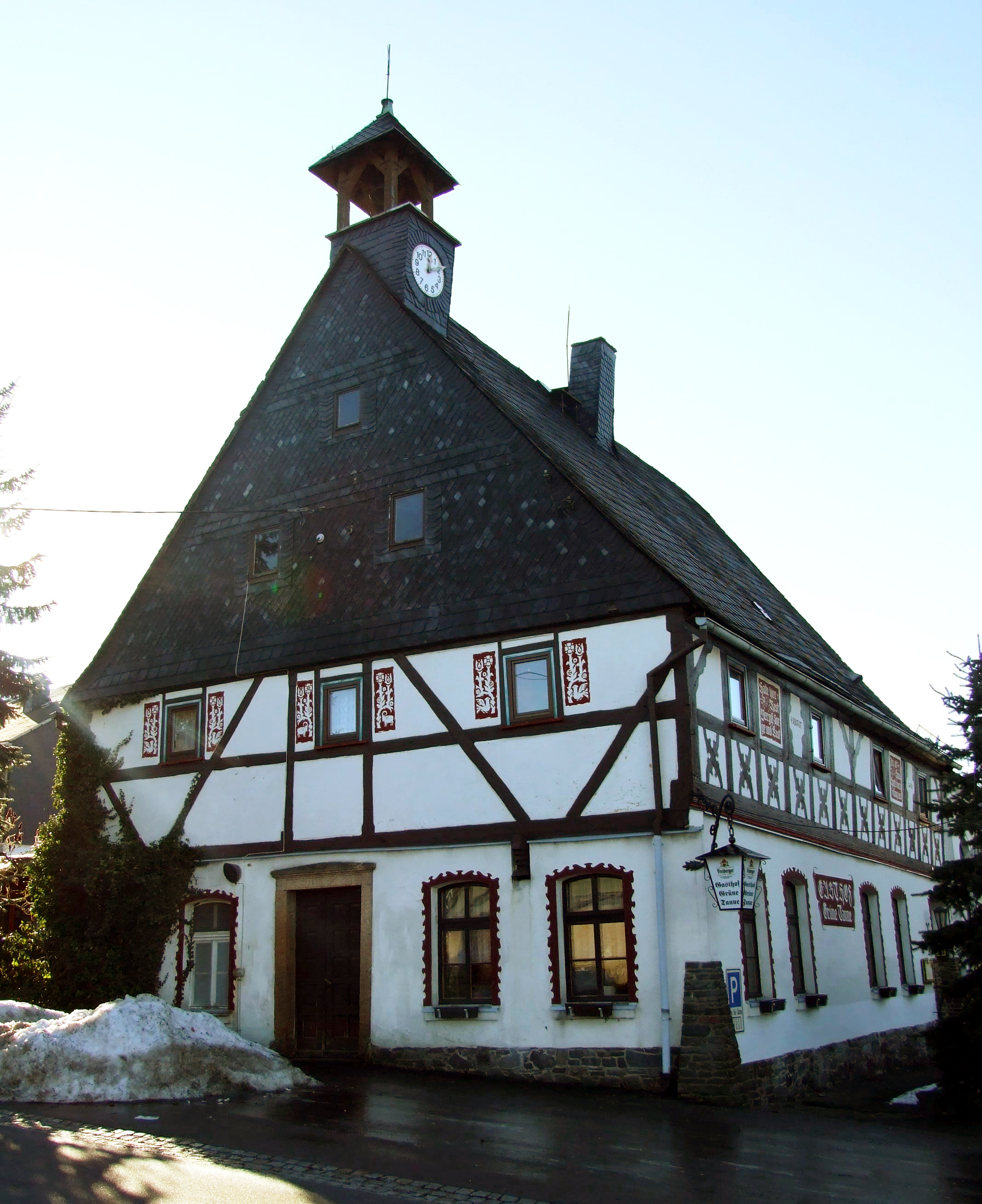
Gasthof Grüne Tanne

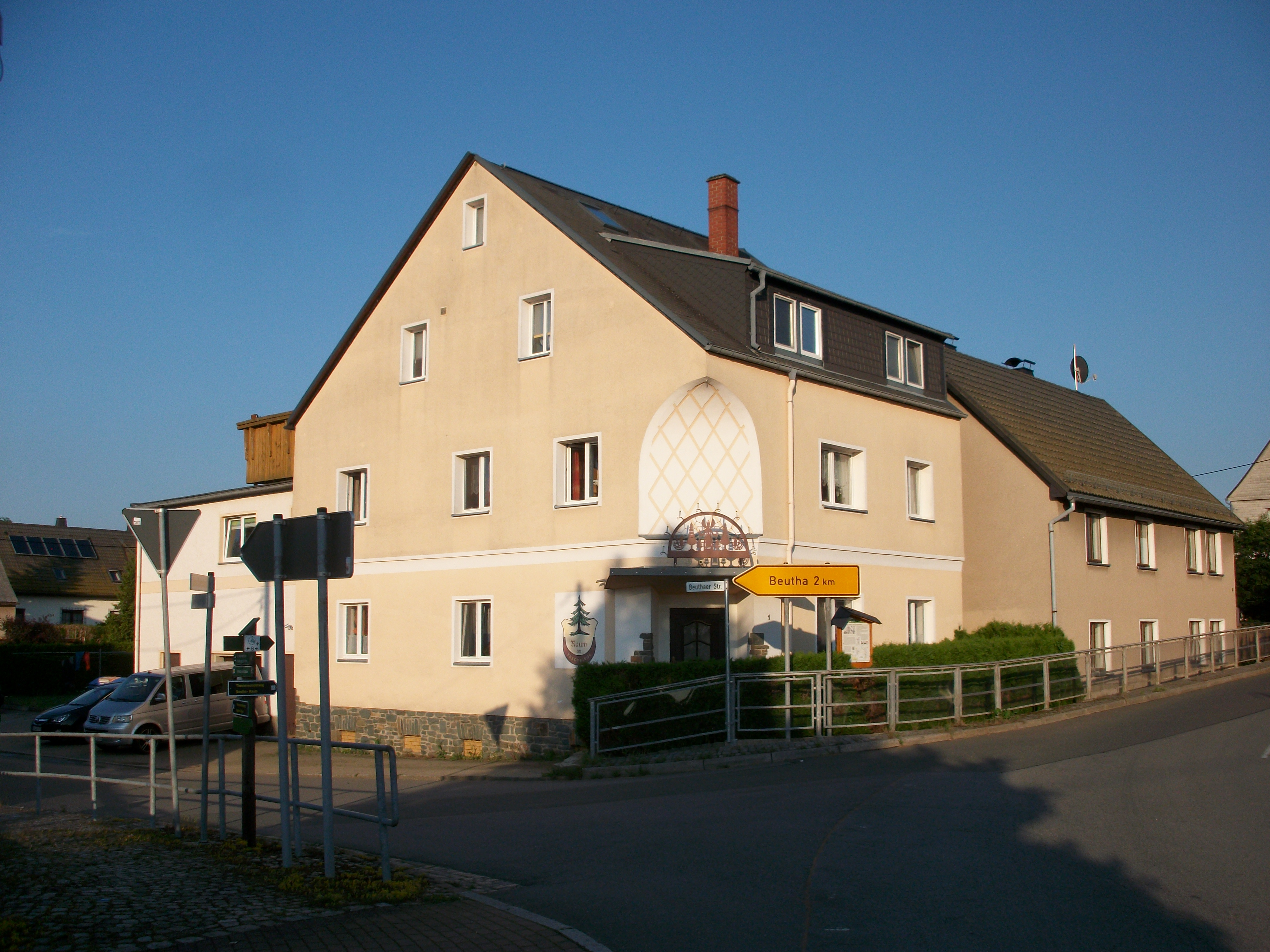
Ehemaliges Gemeindeamt von Raum

1652 ließ die schönburgische Herrschaft Hartenstein auf bis dahin unbesiedeltem Gebiet den Gasthof Grüne Tanne errichten, der zunächst auch als Einnahmestelle für Geleitgeld diente. Mit den ab 1686 errichteten benachbarten Häusern bildete es die Häuslersiedlung Raum, für die vom Amt Hartenstein Richter und Schöppen bestellt wurden. Der Ortsname ist vermutlich auf den Waldraum zurückzuführen, auf dessen Fluren das Dorf errichtet wurde. Der Gasthof ist mit reichem Fachwerk verziert. Der Räuberhauptmann Nikol List, der im Nachbardorf Beutha ein Wohnhaus besaß, trieb im ausgehenden 17. Jahrhundert in der Gegend sein Unwesen und war 1691/92 Pächter der Grünen Tanne. Aufgrund vieler Beschwerden beim Amt, insbesondere, dass sich in der Schänke viel Raub- und Bettelgesindel aufhielt, musste List nach 17 Monaten die Pacht vorzeitig beenden. Als Anwesen der schönburgischen Grundherren gab es vor Ort schon vor dem Dreißigjährigen Krieg, also vor der eigentlichen Besiedelung eine Schäferei, eine Mühle und das Vorwerk Kalbenhof. August Schumann schrieb 1821 in seinem Staats-, Post- und Zeitungslexikon über Raum u. a.: 

„Raum ist enge zusammengebaut, enthält meist Gärtner und Häuser, überhaupt 55 Wohnungen und über 300 Bewohner […], welche in das ½ Stunden nordöstlich entlegene Beutha gepfarrt sind. Südwestlich über dem Dorfe liegt eine kleine Ziegelbrennerei, noch höher oben die Scharfrichterei von Hartenstein. […] Im Dorfe sind zwei Mühlen, davon eine am Schwemmteich liegt, und ein geringer, aber sehr stark besuchter Gasthof, welcher zugleich die fürstliche Geleitseinnahme enthält, und ein Thürmchen mit einer Schlaguhr trägt. Ueber dem Schwemmteich befinden sich noch der neue und der Sau-Teich; andere liegen an der Straße zu beiden Seiten des Ortes.“

In der Sächsischen Kirchengalerie befinden sich folgende Bemerkungen von 1840: „Raum hat, außer 1 Mahl- und Schneidemühle, noch 61 Häuser, deren Bewohner sich meistens von Handarbeit und Weberei ernähren.“
Raum gehörte bis 1885 zum Amt Hartenstein innerhalb der schönburgischen Herrschaften und kam dann zur Amtshauptmannschaft Zwickau. Aufgrund seiner Lage im südlichen Landkreis Zwickau gehörte Raum ab dem 8. Mai 1945 für 42 Tage zum Unbesetzten Gebiet im Westerzgebirge. Nach dem Zweiten Weltkrieg schlossen sich die Einzelbauern von Raum zur LPG Typ I Karl Stülpner zusammen, die sich in der Folge der Beuthaer LPG anschloss.
Nach Neugründung des Kreises Stollberg im Jahre 1952 gehörte Raum zum Kreis Stollberg, der im Bezirk Chemnitz (1953 in Bezirk Karl-Marx-Stadt umbenannt) lag.
Die Eingemeindung nach Beutha erfolgte am 1. Januar 1974.  Die Gemeinde Beutha mit ihrem Ortsteil Raum gehörte ab 1990 zum Landkreis Stollberg, der 2008 im Erzgebirgskreis aufging. 
Gemeinsam mit Beutha wurde Raum am 1. Januar 1999 ein Ortsteil von Stollberg.

## Entwicklung der Einwohnerzahl
| Jahr | Einwohnerzahl     |
| ---- | ----------------- |
| 1691 | 12 besessene Mann |
| 1750 | 48 Häusler        |
| 1834 | 340               |
| 1871 | 424               |

| Jahr | Einwohnerzahl |
| ---- | ------------- |
| 1890 | 385           |
| 1910 | 341           |
| 1925 | 375           |
| 1939 | 360           |

| Jahr | Einwohnerzahl |
| ---- | ------------- |
| 1946 | 397           |
| 1950 | 407           |
| 1964 | 405           |